# Kazuki Teshima
Kazuki Teshima (jap. 手島 和希, Teshima Kazuki; * 7. Juni 1979 in Iizuka, Präfektur Fukuoka) ist ein ehemaliger japanischer Fußballspieler.

## Laufbahn
Teshima begann in der dritten Klasse mit Fußball. Nach der Mittelschule in Shōnai wechselte er zur 100 km entfernten privaten Oberschule Fukuoka-Ost (Higashi-Fukuoka), die bereits mehrfach die nationalen Fußball-Schulmeisterschaften gewann und eine Vielzahl an Profispielern hervorgebracht hat. Nach seinem Schulabschluss wurde er 1998 vom Erstligisten Yokohama Flugels unter Vertrag genommen, wechselte nach einer Saison zu Kyōto Purple Sanga, bei dem er 2009 seine Karriere beendete mit einem kurzen Intermezzo 2006 bei Gamba Osaka.
Mit der japanischen U-20-Auswahl qualifizierte er sich für die Junioren-Fußballweltmeisterschaft 1999. 2003 war er Mitglied der japanischen Fußballnationalmannschaft, kam jedoch nicht zum Einsatz.

## Errungene Titel
- Kaiserpokal: 1998, 2002